# Jurassic World: Rebirth
Jurassic World: Rebirth (Jurassic World: el renacer en España, Jurassic World: renace en Hispanoamérica) es una película británico-estadounidense de acción, aventura y ciencia ficción, dirigida por Gareth Edwards, escrita por David Koepp, producida por Frank Marshall y Steven Spielberg. Es la séptima película de la franquicia de Parque Jurásico y la cuarta entrega de la serie Jurassic World después de Jurassic World: Dominion (2022). Es protagonizada por Scarlett Johansson, Mahershala Ali, Jonathan Bailey, Rupert Friend, Manuel García Rulfo, Ed Skrein, Béchir Sylvain, Philippine Velge, Luna Blaise, Audrina Miranda y David Iacono.
El desarrollo de la película se anunció en enero de 2024 y llevaba tiempo en marcha. Edwards fue contratado como director un mes después, y la audición comenzó poco después. El rodaje principal se realizó en Tailandia, Malta y el Reino Unido de junio a septiembre de 2024. Koepp coescribió previamente la película original de Parque Jurásico (1993) y su secuela, The Lost World: Jurassic Park (1997).
Jurassic World: Rebirth se estrenó el 17 de junio de 2025 en el Odeon Luxe Leicester Square de Londres, y Universal Pictures la estrenó en Estados Unidos y Canadá el 2 de julio. La película recibió críticas dispares, aunque algunos la consideraron una mejora respecto a las anteriores. Ha recaudado 829,1 millones de dólares en todo el mundo con un presupuesto de 180-225 millones, lo que la convierte en la cuarta película más taquillera de 2025.

## Argumento
En 2010, nueve años después del rescate de Eric Kirby, y cinco años antes del incidente de Jurassic World, InGen utiliza un laboratorio en la isla de Saint-Hubert, en el océano Atlántico, para crear dinosaurios mutados transgénicos. Una de estas creaciones, un tiranosaurio deformado de seis extremidades apodado Distortus rex, escapa del confinamiento, asesina a uno de los empleados y causa estragos, lo que obliga al personal de la instalación a abandonar la isla. Diecisiete años después, en 2027, cinco años después del incidente de Biosyn que causó el brote de langostas transgénicas, el clima de la Tierra se vuelve inhóspito para sustentar a los animales des-extintos. Los dinosaurios se ven obligados a residir en áreas alrededor del ecuador, que se asemejan al clima del Mesozoico, lo que las hace marcadas como zonas de no viaje.
Martin Krebs (Rupert Friend), ejecutivo de la farmacéutica ParkerGenix, recluta a Zora Bennett (Scarlett Johansson), una exoperativa militar encubierta, para colaborar con el paleontólogo Dr. Henry Loomis (Jonathan Bailey) en una misión ultrasecreta: recuperar muestras de biomaterial de los tres mayores especímenes prehistóricos aún existentes, los cuales contienen la clave para un nuevo tratamiento contra enfermedades cardíacas. En un bar de Surinam, Zora recluta a su viejo amigo Duncan Kincaid (Mahershala Ali) para liderar la expedición. Él lleva consigo al piloto del barco LeClerc (Béchir Sylvain), la mercenaria Nina (Philippine Velge) y el jefe de seguridad Bobby Atwater (Ed Skrein).
El equipo de la expedición se dirige a la isla Saint-Hubert para extraer muestras del Mosasaurus acuático, el Titanosaurus terrestre y el Quetzalcoatlus volador. Mientras tanto, Reuben Delgado (Manuel García Rulfo), navega cerca con sus hijas Isabella (Audrina Miranda) y Teresa (Luna Blaise), antes de que esta última se marche a la universidad. Viaja con ellos el novio de Teresa, Xavier Dobbs (David Iacono), a quien Reuben encuentra desagradable. La familia naufraga a causa del Mosasaurus y usan una radio para pedir ayuda, y el equipo de la expedición acude al rescate.
El equipo pronto se topa con el Mosasaurus y extrae una muestra, pero la criatura regresa con un grupo de Spinosaurios y atacan el barco, matando a Bobby. Teresa intenta usar la radio para pedir ayuda, pero Martin entra en pánico y la aparta de la radio para proteger el secreto de la misión. Teresa cae por la borda y Martin se niega a ayudarla. Xavier y los Delgado saltan por la borda para intentar rescatarla, y así se separan del equipo de la expedición. El mosasaurio obliga a encallar el barco, dejando al equipo en tierra, donde Nina muere a manos de un Spinosaurus. Zora informa a los sobrevivientes que empleó un helicóptero de rescate para rodear la isla en 24 horas.
El equipo localiza una manada de Titanosaurus en un campo y extrae fácilmente la segunda muestra. Dado que el Quetzalcoatlus es un animal grande y carnívoro, el equipo espera evitar problemas obteniendo la muestra final de un huevo. Zora, Henry y LeClerc descienden en rappel para llegar al nido, ubicado en un antiguo templo en la ladera de un acantilado. Un Quetzalcoatlus adulto regresa al nido y devora a LeClerc, aunque Zora y Henry logran escapar con la muestra.
En otra parte de la isla, Reuben felicita a Xavier por rescatar a Teresa en el agua. La familia busca el complejo InGen y encuentra varios dinosaurios, incluyendo un Aquilops, al que Isabella adopta y llama Dolores; dos Velociraptores, que intentan cazar a Xavier antes de ser atacados por una criatura parecida a un pterosaurio; un Dilophosaurus que se alimenta del cadáver de un Parasaurolophus; y un Tyrannosaurus rex, que los persigue río abajo.
Los Delgado y el grupo de expedición se reúnen en el laboratorio abandonado para la extracción en helicóptero. Ellos confrontan a Martin por atacar a Teresa en el barco, quien los retiene a punta de pistola, le roba las muestras a Zora e intenta huir solo al helipuerto en un vehículo todoterreno. Una manada de híbridos de raptor/pterosaurio mutados, conocidos como "Mutadones", se abalanza sobre los sobrevivientes; quienes escapan por túneles subterráneos.
El helicóptero de rescate llega mientras Henry enciende una bengala, pero es destruido por el Distortus rex, que también devora a Martin. Los sobrevivientes llegan a una puerta cerrada al final del túnel subterráneo y ven un bote al otro lado. Isabella, lo suficientemente pequeña como para pasar por la puerta, la abre, permitiendo que el grupo suba al bote mientras Duncan desvía al D. rex con una bengala.
Zora, Henry, Reuben, Teresa, Xavier e Isabella escapan, y un Duncan sobreviviente, se une a ellos. Con las muestras en mano, Zora y Henry acuerdan distribuir el nuevo medicamento sin patente, convirtiéndolo en código abierto para todo el planeta.

## Reparto
- Scarlett Johansson como Zora Bennett, exagente de la CIA y experta en operaciones encubiertas.
- Mahershala Ali como Duncan Kincaid, jefe de equipo de Bennett.
- Jonathan Bailey como el Dr. Henry Loomis, paleontólogo contratado por Krebs para que sea el asesor de la misión.
- Rupert Friend como Martin Krebs, ejecutivo representante de la empresa farmacéutica ParkerGenix.
- Béchir Sylvain como Leclerc, miembro del equipo de Bennett.
- Ed Skrein como Bobby Atwater, miembro del equipo de Bennett.
- Philippine Velge como Nina, miembro del equipo de Bennett.
- Manuel García Rulfo como Rubén Delgado, el padre de una familia de náufragos civiles.
- Luna Blaise como Teresa Delgado, hija mayor de Delgado.
- David Iacono como Xavier Dobbs, novio de Teresa.
- Audrina Miranda como Isabela Delgado, hija menor de Delgado.

## Dinosaurios que aparecen en la película

### Dinosaurios
- Tyranosaurus rex
- Velociraptor
- Mosasaurus
- Spinosaurus
- Dilophosaurus
- Apatosaurus
- Quetzalcoatlus
- Pteranodon
- Ankylosaurus
- Compsognathus
- Aquilops
- Titanosaurus
- Anurognathus

### Mutantes
- Mutadon
- Distortus rex

### Otras especies que aparecen en referencia
- Parasaurolophus (cadáver)
- Dunkleosteus (cadáver)
- Triceratops (en un tanque)
- Maiasaura (en un tanque)
- Phlegethontia o Titanoboa
- Pholiderpeton o Eryops
- Megalodon (dentadura)
- Diabloceratops (fosilizado)
- Brachiosaurus (en un tanque)

## Producción

### Desarrollo
Tras la rentabilidad de Jurassic World: Dominion, con un presupuesto de 165 000 000 $, y una ganancia global de 1 001 978 080 $, la productora Universal Pictures se apuraría en comenzar los planes para una cuarta entrega de la franquicia que funcionaría además como un «semirreinicio» de la franquicia. Según los informes, el equipo estaba preparando «una nueva era jurásica» de la franquicia, y se dio a conocer que los actores originales de las primeras dos trilogías Sam Neill, Jeff Goldblum, Laura Dern, Chris Pratt y Bryce Dallas Howard probablemente no vuelvan en esta nueva era. El proyecto sería supervisado por Sara Scott y Jacqueline Garell.
El 23 de enero se informó que David Koepp, guionista original de las dos primeras películas de la saga, Parque Jurásico (1993) y The Lost World: Jurassic Park (1997) se había unido al proyecto como guionista principal.
Inicialmente el proyecto fue ofrecido a David Leitch para dirigir, sin embargo, tras algunas reuniones con Steven Spielberg y Frank Marshall (productor de la trilogía original) decidió abandonar el proyecto por diferencias creativas en febrero de 2024; El cineasta comentó posteriormente que: 

«Es importante asegurarse de que todos estén en la misma página, y que la visión creativa pueda llevarse a cabo dentro de los parámetros establecidos».
–David Leitch

 Tras la salida de Leitch, la productora contactó con Gareth Edwards, director británico que ya tenía experiencia en grandes producciones como Godzilla (2014), Rogue One: una historia de Star Wars (2016) y The Creator (2023), y quien terminó por fichar para el proyecto. Sobre su incorporación, Edwards dijo: 

«Estaba a punto de tomarme un descanso y comencé a escribir mi próxima idea para una película y esta es la única película que me haría dejar todo como una piedra y sumergirme de lleno. Me encanta Jurassic Park. Creo que la primera película es una obra maestra cinematográfica... así que esta oportunidad es como un sueño para mí y trabajar con Frank Marshall y Universal y David Koepp, quien está escribiendo el guión, creo que todos son leyendas, así que estoy muy emocionado».
–Gareth Edwards.

John Mathieson se unió como director de fotografía. La cinta sería filmada en formato IMAX, y contaría con un presupuesto de 265 000 000 $.

### Elenco
El 25 de marzo de 2024 se dio a conocer que Scarlett Johansson estaba en negociaciones para unirse al proyecto luego de que Jennifer Lawrence declinara la oferta de protagonizar la cinta. El 15 de abril se reveló que Jonathan Bailey también estaba negociando su incorporación al proyecto. El 10 de mayo el actor mexicano Manuel García Rulfo se unió al elenco, junto a la participación ya oficial de Johansson y Bailey para coprotagonizar la película. Los actores Colman Domingo y Dev Patel también fueron considerados para unirse al proyecto.
El 22 de mayo el actor británico Rupert Friend se unió al elenco, describiendo su personaje como un «antagonista». Junto a Friend, los actores Mahershala Ali, Luna Blaise, Audrina Miranda y David Iacono se unieron al elenco de la cinta. Ed Skrein, Béchir Sylvain y Philippine Velge cerraron el reparto.

### Rodaje
La cinta se rodó del 17 de junio al 18 de octubre de 2024 en los Sky Studios de Londres (Inglaterra),así como en Krabi (Tailandia) y en Malta.Material adicional se rodó en Los Ángeles (California).Algunas regrabaciones fueron hechas en Nueva York en octubre de 2024.

## Marketing
El título de la película y un par de fotos del primer vistazo se dieron a conocer el 29 de agosto de 2024.  Jurassic World Rebirth se promocionó como un homenaje a la primera Jurassic Park y se comercializó para los fanáticos de esa película.  El primer tráiler se lanzó el 5 de febrero de 2025,  precedido por múltiples fotogramas de la película .    Al hablar del tráiler, Ben Travis de Empire sintió que la película era "visualmente impresionante" y recordaba a la primera Jurassic Park .  Un anuncio de televisión de 60 segundos se transmitió en el Super Bowl LIX el 9 de febrero de 2025.  El segundo tráiler se lanzó el 20 de mayo de 2025. 
Mattel y Lego produjeron una línea de juguetes basados en películas como parte de la campaña promocional.   Otros socios de marketing incluyeron 7-Eleven (incluyendo Speedway y Stripes ) y Funko .    El jugador de baloncesto profesional Shai Gilgeous-Alexander también apareció en un comercial de televisión que se emitió durante los playoffs de la NBA de 2025 .  Universal quería que Johansson se uniera al sitio web de redes sociales Instagram para promocionar Jurassic World Rebirth, pero ella se negó, creyendo que la película tendría éxito sin ella.  Apareció en un video en línea para promocionar la línea de juguetes de Mattel.  

## Estreno
Jurassic World Rebirth se estrenó el 17 de junio de 2025 en el Odeon Luxe Leicester Square de Londres. Universal estrenó la película en Estados Unidos, España y Latinoamérica el 2 de julio de 2025.

## Recepción

### Taquillas
Hasta el 19 de agosto de 2025, Jurassic World: Rebirth ha recaudado 332,4 millones de dólares en Estados Unidos y Canadá, y 496,6 millones de dólares en otros territorios, para un total mundial de 829,1 millones de dólares.

#### Doméstico
The Hollywood Reporter inicialmente proyectó un beneficio de entre 100 y 125 dólares. millones en su fin de semana de estreno de 5 días en Estados Unidos y Canadá, mientras que Deadline Hollywood proyectó entre 115 y 135 millones de dólares.   En la semana de estreno, Deadline Hollywood proyectó una estimación de alrededor de $ 260 millones en su estreno mundial, con una recaudación nacional de 5 días de $ 120 a 130 millones.  El 5 de julio de 2025, se proyectó que la película recaudaría $ 312 millones en todo el mundo durante su fin de semana de estreno de 5 días.  
La película recaudaría 30,5 millones de dólares. en su día de apertura, lo que llevó a que las proyecciones para su fin de semana de apertura de 5 días aumentaran a al menos $ 133,5 millones.   Luego ganó $ 25.3 millones al día siguiente, lo que resultó en que la predicción del fin de semana de apertura se revisara a $ 137,5 millones.   
El 4 de julio ganó 26,3 millones de dólares. millones en la taquilla nacional, lo que resultó en que Deadline Hollywood revisara su estimación de crecimiento de taquilla del fin de semana de estreno nacional de cinco días a $ 141.2 millones. 
El 5 de julio, recaudó $35,6 millones a nivel nacional, lo que resultó en que Deadline Hollywood aumentara su proyección de fin de semana de apertura de 5 días a $145,3 millones.   Terminó debutando con $147,8 millones durante el feriado de cinco días del 4 de julio, encabezando la taquilla, incluidos $92 millones para el fin de semana de tres días, y $322,6 millones en todo el mundo durante este tiempo también.  
En su segundo fin de semana, la película recaudó 40,3 millones de dólares, una caída del 56,2%, quedando en segundo lugar detrás del recién llegado Superman . 

#### Internacional
En India, la película estableció un récord de franquicia al tener la recaudación más alta en un día sin ningún estreno.    Los territorios con mayor recaudación de la película incluyen China ($ 41 millones), el Reino Unido ($ 16,6 millones), México ($ 13,9 millones) y Alemania ($ 7,6 millones). 
Poco después de completar una semana completa, la película recaudaría poco menos de 410 millones de dólares en todo el mundo.  La película se mantendría en la cima de la taquilla china durante su segundo fin de semana, recaudando 11,1 millones de dólares. 

### Respuesta crítica
En el sitio web de reseñas Rotten Tomatoes, el 51 % de las 382 críticas son positivas. El consenso del sitio web dice: «Volviendo a lo básico con escenas impactantes y clichés fosilizados, Jurassic World Rebirth no evoluciona esta franquicia prehistórica, pero sí restaura parte de su esencia más sólida». Metacritic, que utiliza un promedio ponderado, le asignó a la película una puntuación de 50 sobre 100, basándose en 54 críticos, lo que indica reseñas «mixtas o regulares». El público encuestado por CinemaScore le dio a la película una calificación promedio de «B» en una escala de A+ a F.
Las primeras reacciones de la crítica a la película fueron variadas.   Peter Debruge de Variety sintió que Rebirth "ofrece una versión actualizada del mismo viaje básico que Spielberg ofreció 32 años antes, y sin embargo, apenas se siente esencial para la mitología general de la serie, ni señala hacia dónde podría dirigirse la franquicia".  David Rooney de The Hollywood Reporter escribió: "Edwards claramente es un fanático devoto de Spielberg, que incorpora homenajes sutiles en todo momento, especialmente en las secuencias de aguas abiertas que recuerdan a Tiburón . Es poco probable que Jurassic World Rebirth encabece la lista de franquicias clasificadas de nadie. Pero los fanáticos de toda la vida deberían divertirse".  Peter Bradshaw de The Guardian escribió: "La última entrega marca un regreso a la forma después de algunos fracasos recientes, con todas las escenas esperadas al estilo Spielberg y una excelente química romántica entre los protagonistas".  Bill Bria de TheWrap escribió: " Jurassic tiene que vivir con el establecimiento de un estándar alto, por supuesto: la película original revolucionó la industria, un estado del que Rebirth es muy consciente, como se ve en su metatema de los dinosaurios que se convierten en viejas noticias para una población hastiada. Sin embargo, solo porque las hamburguesas con queso ahora están disponibles en todas partes no significa que no puedan ser condenadamente sabrosas. Jurassic Park Rebirth es solo una hamburguesa con queso bien hecha, y si eso es lo suficientemente satisfactorio e interesante depende de su propio apetito".  Peter Hammond de Deadline Hollywood escribió: "Puede sonar como un desafío creer que estos humanos se inscribirían para visitar una jungla prohibida para encuentros garantizados con criaturas verdaderamente aterradoras y gigantescas de otro tiempo para esencialmente obtener muestras de sangre, pero si está dispuesto a seguir esa premisa, todos lo pasarán bien".  Tim Robey de The Daily Telegraph le otorgó a Rebirth cinco estrellas perfectas y la llamó la mejor película de la serie desde la original. También elogió el diseño visual y sonoro de la película, calificándola como la de mejor aspecto y mejor sonido desde la primera película. 
El crítico de Empire, Ian Freer, declaró: «No es muy atrevida ni diferente, pero ofrece una divertida y bien hecha atracción de parque temático de verano, con altibajos. Placentera, aunque no se prolonga».  Caryn James, de la BBC, afirmó que Rebirth «sigue el modelo del Jurassic Park original, pero no es comparable a él» y la consideró la más floja de la franquicia.  Alison Wilmore, de Vulture, declaró: «Puede que el público no se haya quedado sin entusiasmo por lo que vende Jurassic World, o al menos todavía no, pero quienes se encargan de asegurarlo se han quedado sin ideas. Rebirth, como si cumpliera la propia profecía de la franquicia, realmente consigue ser aburrida». 
Meagan Navarro, de Bloody Disgusting, escribió: « Jurassic World Rebirth da un paso en la dirección correcta, pero la trilogía anterior arrinconó tanto a esta franquicia que quizá sea hora de dejar que se extinga».  David Jenkins, de Little White Lies, escribió: «La participación de Edwards fue lo único que mantuvo viva la esperanza de que esta franquicia moribunda e interminable hubiera dado un giro. Sin embargo, incluso trabajando a toda máquina, hay demasiadas cosas incorrectas, absurdas y derivadas en esta serie trillada y desgastada. Los actores son competentes; hay algunos toques ingeniosos; los efectos son impecables. Pero toda la historia da la sensación de ser lo mismo que hemos visto una y otra vez, y la incorporación de un nuevo sombrero se ha considerado más una molestia que un regalo para crear algo nuevo».  Siddhant Adlakha de Inverse escribió: " Rebirth no tiene nada verdaderamente nuevo, y rara vez presenta algo viejo con ingenio o con una chispa traviesa. Debería, en ese caso, ser un alivio que solo tenga conexiones nominales con el resto de la serie". 
Christy Lemire, de RogerEbert.com, escribió: «Hay algunas alegrías esporádicas en los ingeniosos gags visuales, los juegos de manos y los engaños. Estos momentos nos recuerdan la emoción veraniega sin sentido que las películas de Jurassic nos han brindado durante tanto tiempo, aunque con cada vez menos éxito. Pero esa huella gigantesca ya no es tan imponente como antes».  Chris Bumbray, de JoBlo.com, escribió: « Jurassic World: Rebirth, una de las mayores decepciones del verano, podría finalmente demostrar que esta franquicia necesita un largo descanso».  Amy Nicholson, de Los Angeles Times, criticó la película, calificándola de «una película de monstruos sin ningún tipo de admiración ni prestigio». 
Los críticos de Los Angeles Times, Cracked.com, El País y Pajiba encontraron que la evidente colocación de productos de marcas como Snickers y Heineken en la película era una distracción.    